# سيرجيو لوبيز (مغني)
سيرجيو لوبيز (بالبرتغالية: Sérgio Lopes‏) هو مغني برازيلي، ولد في 27 أكتوبر 1965 في كامبينا غراندي في البرازيل.

## وصلات خارجية
- سيرجيو لوبيز على موقع ميوزك برينز (الإنجليزية)
- سيرجيو لوبيز على موقع ديسكوغز (الإنجليزية)

- الموقع الرسمي